# Illésy György
Illésy György (Mezősas (Bihar megye), 1832. január 14. – Pest, 1871. október 21.) magyar hírlapíró.

## Élete
Mezősason született, ahol apja református lelkész volt. Szülei és nyugalmazott őrnagy bátyja nevelték. Miskolcon és Debrecenben tanult. Sokat olvasott, szépen szavalt, értett idegen nyelveket és a zenét. Az 1848–49-es forradalom és szabadságharc alatt május 20-án az elsők közt  állt be honvédnek. Eleint egy zászlóaljnál szolgált, majd tüzér lett, a Raksányi és a Lapinszky ütegeiben szolgált, mint tűzmester.
A világosi fegyverletétel után egy darabig bujdokolt (Komádiban Sárosy Gyulával együtt), de végül besorozták. Az Este-ezredben kellett szolgálnia, itt zenész lett a zenekarban, nyelveket tanult és katonai műkedvelő-előadásokat rendezett. Négy évi szolgálat után hazakerült és nevelő lett. Költeményeket írt és Debrecenben lapot szerkesztett, a szépirodalmi lapokban is publikált, és Oberon-fordításával a Kisfaludy Társaság előtt is feltűnt.
Debrecenben pénztáros lett a gőzmalomnál, de mivel nem értett a számvitelhez, szórakozottságában gyakran elhibázta a kifizetendő összegeket. Deficitje támadt, melyet munkával és vállalatokkal akart kiegyenlíteni; de nem volt szerencséje. Mindenét hátrahagyva 1865-ben Pestre költözött, hogy munkájával tartsa fönn feleségét és gyermekeit, illetve kielégítse hitelezőit. Keményen dolgozott. Előbb a Fővárosi Lapoknál volt korrektor és francia fordító, majd fél évvel később, amikor már angolul is jobban tudott, a Vadász és Versenylap számára fordított a Fieldből. 1866-ban a Magyar Világ szerkesztőségében, majd a Sürgönynél dolgozott.
1867 májusában Jókai Mór hívására a Hon szerkesztőségébe lépett. 1868-ban a kemény munkától megbetegedett, de tovább dolgozott. 1870 novemberében ágyba kellett feküdnie, de itt is költeményeit rendezte sajtó alá. 1871. október 21-én halt meg Pesten. Szász Károly tartott beszédet koporsója felett október 24-én. Özvegye, Ember Karolina később György Aladár felesége lett.
Álnevei: Kunsági és György deák.
Költői fordításain, hírlapi cikkein kívül leginkább a nép számára írt verses krónikái jelentősek, melyeket magyaros nyelvezet és eredeti stílus jellemez. Költeményei a Hölgyfutárban (1854–61, eredetiek, valamint Heine- és Beranger-fordítások), a Vasárnapi Ujságban (1856, 1860, 1864), a Debreczeni Közlönyben (1860), a Debreczeni Emlényben (1860, Héják c. dalai), a Csokonai Albumban (1861), a Hortobágyban (1861-62. 6. sz. Sárosy Gyula életéből), a Koszorúban (1864.) (Oberon I. éneke) és az Igazmondóban (1867. Attila, krónika a nép számára, 1871.) jelentek meg.

## Munkái
1. Széchenyi emlékezete. A debreczeni casinó által 1860 April 26kán rendezett gyászünnepély alkalmával felolvasta. Debreczen, 1860. (Költemény) Online
2. Beranger dalai. Uo. 1860. (Szász Károlylyal és másokkal együtt ford.)
3. Országos kis tükör. Verses krónika az ország dolgairól. Irta György deák. Pest, 1865. két füzet.
4. Zrinyi Miklós Szigetvár hős védője. Uo. 1869.
5. Toronyi Tamás. Történeti életrajz. Uo.
6. Attila Isten ostora. Verses Krónika. Uo. 1869.
7. Magyarok atyafisága. Az annyivéri magyarok. Uo. 1870.
8. Hedvig szép királynő. Uo. 1870. (4-8. sz. György deák névvel és a Corvina társulat kiadásában.)
9. A nők munkaképessége és munkajoga, különösen szellemi téren. Pest, 1871. Online
10. Illésy György költeményei. Uo. 1872. (Eredetiek és fordítások, Oberon 1. és V. éneke, a költő élet- és jellemrajzával bevezetésül.)
11. Nagy Magyarország vagy négy szerzetes viszontagságos útja a magyarok ős hazájába. Bpest, 1873. (György deák névvel.)

Szerkesztette a Hortobágyot 1861. október 1-jétől 1863. június 30-ig Debrecenben és a Képes Ujságot 1866-ban Pesten.